# Wagner Lopes
Wagner Lopes (n. 29 ianuarie 1969) este un fost fotbalist japonez.

## Statistici
| Japonia | Japonia | Japonia |
| An      | Meciuri | Goluri  |
| ------- | ------- | ------- |
| 1997    | 6       | 3       |
| 1998    | 7       | 0       |
| 1999    | 7       | 2       |
| Total   | 20      | 5       |